# Мираторг
Мираторг (Агропромышленный холдинг «Мираторг») — системообразующая российская агропромышленная компания. Крупнейший вертикально-интегрированный агрохолдинг в России, производственная цепочка включает полный цикл — от производства кормов и выращивания животных до мясопереработки и реализации готовой продукции в торговые сети. Один из крупнейших производителей мяса в России, крупнейший производитель свинины в России. Штаб-квартира располагается в Москве.

## История
Основана в 1995 году братьями-близнецами Виктором и Александром Линниками. Изначально компания занималась импортом говядины и свинины из Латинской Америки. Значимым событием для компании стало заключение в 1999 году эксклюзивного контракта на поставку продукции с бразильской корпорацией Sadia, а через год — с крупнейшим на тот момент производителем говядины в Южной Америке Minerva Foods.
1 декабря 2007 года «Мираторг» и Sadia открыли совместное предприятие по производству полуфабрикатов (завод «Конкордия») в Калининграде. В июне 2009 «Мираторг» получил полный контроль над предприятием.

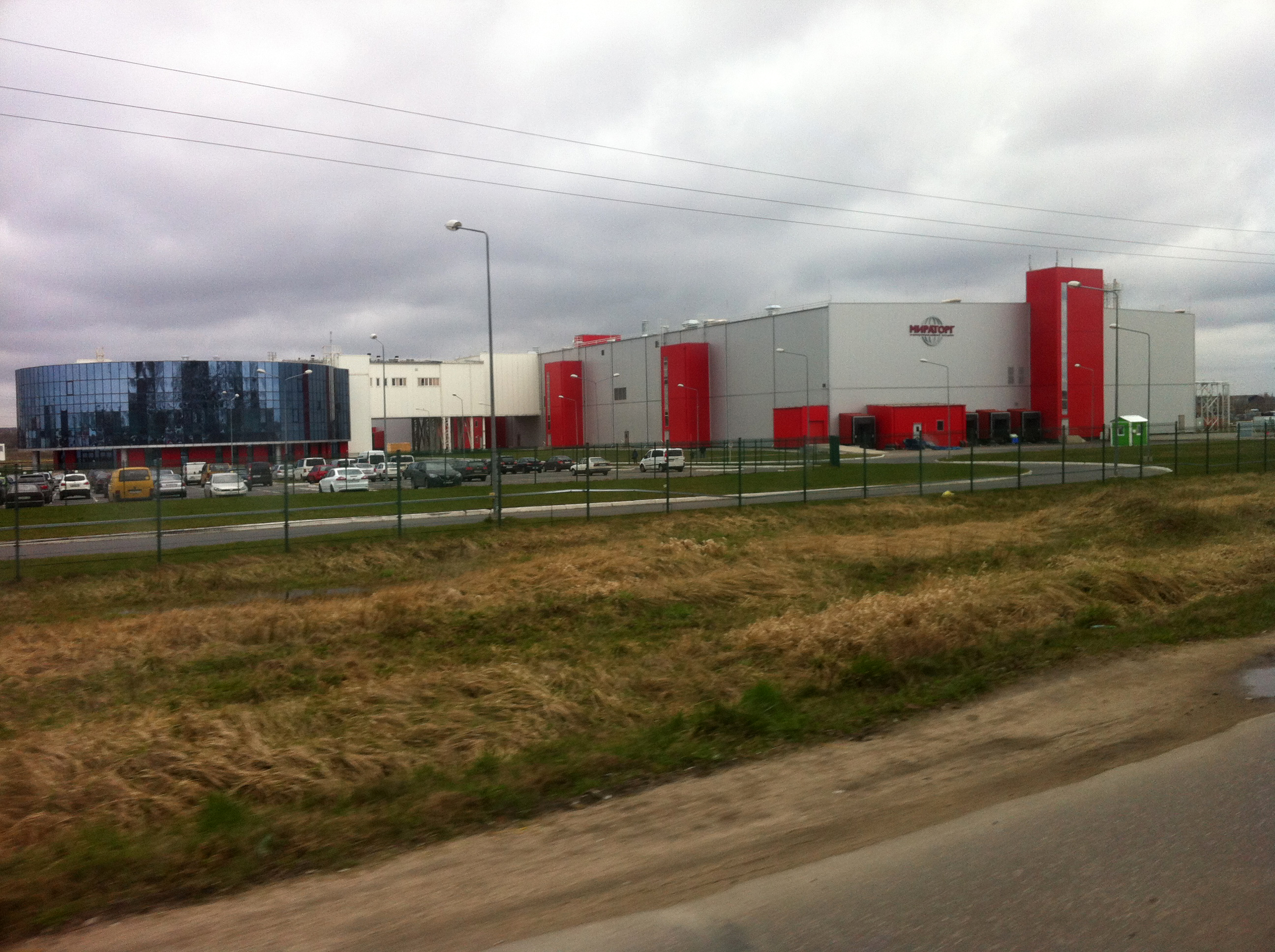
«Конкордия» в Калининградской области

В 2007 году «Мираторг» разместил первые облигации на сумму 2,5 млрд рублей, направив более трети средств в строительство свиноферм. Планам помешал кризис 2008 года и для завершения проекта потребовались дополнительные средства, однако переговоры о кредите ВЭБа затягивались. Всё изменилось после приезда на Белгородчину в 2009 году премьер-министра Владимира Путина, который увидел комплексы «Мираторга» и, как глава наблюдательного совета банка, подписал кредитное соглашение на 21 млрд рублей.
С 2008 года «Мираторг» начал активную скупку земель, преимущественно в Брянской области. Методы приобретения земли компанией вызвали критику в СМИ и обвинения в отборе земель у фермерских хозяйств. По данным журнала «Эксперт», такие хозяйства отмечают, что они часто вынуждены действовать по принципу «либо договаривайся с „Мираторгом“ и сдавай скот на его бойню, либо закрывай бизнес».
В 2011 году «Мираторг» открыл в качестве пилотного проекта собственный фирменный супермаркет в подмосковном Домодедове. К 2019 году проект вырос в целую сеть, состоящую из 75 фирменных магазинов и двух гипермаркетов «Мираторг». По мнению экспертов, сеть является убыточной и выполняет скорее «„витринную“, имиджевую роль».
В 2014 году компания запустила мясоперерабатывающий комплекс мощностью 40 000 тонн в год у деревни Хмелево в Брянской области, а в 2017 году неподалёку от цехов мясопереработки началось строительство завода по обработке шкур.
В 2015 году холдинг «Мираторг» был включен в перечень системообразующих предприятий Российской Федерации.
В 2017 году компания запустила собственную сеть ресторанов «Бургер & Фрайс». В 2021 году сеть переименована в «Стейк & Бургер».
По данным журнала Forbes, на 2017 год земельный банк компании был вторым по размерам в стране — 676 000 га в восьми областях. Из них на Брянскую область приходилось около половины — более 300 000 га. А в мае 2019 года «Мираторг» уже возглавил список крупнейших владельцев сельскохозяйственных земель в России, доведя размер своего земельного банка до 1 млн га.
В 2020 году холдинг открыл многофункциональную хладобойню ООО «Мираторг-Курск» по убою и переработке свинины и производству колбасных изделий.
В 2021 году планировалось открытие первого Маслоэкстракционного завода «Мираторг» в Орловской области по переработке подсолнечника, рапса и сои. Инвестиции в проект должны были составить 2,5 млрд рублей. Планируемая производственная мощность — 400 тыс. тонн в год.
В сентябре 2021 года планировалась покупка   агрохолдинга «Акашево» (республика Марий Эл)
В 2025 году «Мираторг» впервые за 15 лет получил прибыль от розничной сети. Компания получила чистую прибыль впервые с 2010 г., когда розничная сеть только появилась. В 2010 г. прибыль составила 690 000 руб. В 2022 г. чистый убыток составил 1 млрд руб., в 2023 г. — 2,1 млрд руб. ООО «Продмир», которое управляет розничной сетью магазинов «Мираторг», в 2024 г. получило чистую прибыль в размере 44,7 млн руб. 

## Собственники и руководство
В 2022 году братья Линники начали напрямую контролировать «Мираторг», каждому принадлежит по 50% холдинга. До этого ООО «ТК «Мираторг» и компания специального назначения (SPV-компания)  «Мираторг финанс» и «Мираторг-генетика» управлялись через кипрскую Troyen Ltd, а ООО «АПХ «Мираторг» — кипрскую Agromir Ltd.
В своем интервью журналу «Эксперт» в 2011 году Виктор Линник утверждал, что братья Линники не являются родственниками супруги Дмитрия Медведева Светланы Медведевой (в девичестве Линник).
В 2025 году журнал Forbes включил владельцев «Мираторга» Александра и Виктора Линников в мировой рэнкинг миллиардеров с состоянием в $1,3 млрд у каждого

## Деятельность
Основной сельскохозяйственный бизнес «Мираторга» сконцентрирован в Белгородской и Брянской областях. По данным Росстата, агрохолдинг — крупнейший производитель свинины и говядины в России. Компания является крупнейшим производителем свинины в России, занимая 11,5% рынка по итогам 2016 года.
Также «Мираторг» является поставщиком мясных полуфабрикатов для сетей ресторанов Burger King, Вкусно — и точка и Papa John`s.
У АПХ «Мираторг» есть собственная сеть бургерных «Бургер & Фрайс». Первоначально они были совмещены с магазинами и мясными лавками, но в 2019 году компания запланировала создание отдельных заведений. В 2022 году сеть была расширена до 42 бургерных в восьми регионах России. Компания пробовала сотрудничать с сервисами доставки еды, но в 2020 году отказалась от этой практики из-за снижения качества бургеров за время доставки.
Одновременно «Мираторг» развивает с 2016 года совместно с Аркадием Новиковым сеть бургерных #Farш. К 2020 году в этой сети был уже 21 ресторан.
В ноябре 2023 года компания открыла ресторан быстрого питания «100» на 25-м километре Минского шоссе. Тестовый запуск был в октябре этого же года.
Агропромышленный комплекс «Мираторг» запустил в 2019 году производство кормов для домашних животных. Общая сумма инвестиций в завод, построенный в Курской области, составила около 4,8 млрд рублей. В 2023 году агрохолдинг планирует увеличить производство вдвое, до 40 тысяч тонн кормов, при этом производство специализированных ветеринарных диетических кормов будет увеличено в 17 раз, до  272 тонн.
Согласно данным Росконтроля, который провел в 2020 году исследование пельменей 9 популярных торговых марок, пельмени «Мираторг» заняли первое место, набрав 76 баллов из возможных ста.
По итогам 2021 года, холдинг «Мираторг» произвел 555,2 тыс. тонн свинины (на убой, в живом весе), заняв 11,2 % рынка.
В 2022 году холдинг «Мираторг» увеличил производство свинины до 655 тыс. тонн (на убой, в живом весе), а долю рынка — до 12,6 %.
Летом 2023 года АПХ «Мираторг» открыл в Ворошнево селекционный центр по производству семян сельхозкультур мощностью 27,4 тысячи тонн в год. 60% семян, производимых заводом в Ворошнево, предназначено для обеспечения потребностей компании, 40% будут реализованы на рынке. Инвестиции в строительство центра — 847 млн рублей.
Это второй селекционно-семеноводческий центр компании, первый был открыт в 2020 году в Орловской области и занимается многолетними травами.
Строительство нового завода — первый этап масштабного инвестпроекта. Второй этап, емкостью в 4 млрд рублей, который компания собирается начать в 2024 году, должен закрыть все потребности компании в зерне, нарастить экспорт семян и сделать центр семеноводства базовым для центральной части России.
В 2023 году АПХ «Мираторг» создает совместное с сетью «Вкусно и точка» предприятие по глубокой переработке картофеля на фри, дольки, оладьи и хлопья. Суммарные инвестиции в проект оценивают в 17,5 млрд рублей.
В 2024 году активизировался экспорт свинины в Китай, в планах компании поставить до конца года 40 тыс. тонн мяса. Китай — один из приоритетных для «Мираторга» рынков, ведутся переговоры о расширении списка поставляемых субпродуктов. 

### Скандалы
В марте 2018 года компания огородила колючей проволокой пастбища вокруг мемориала на Кривцовских высотах, перегородив при этом часть дорог к комплексу. Организация выпаса КРС привела бы к уничтожению останков нескольких тысяч советских воинов на полях близ мемориала, работы по перезахоронению которых ведутся постоянно. После возмущения местных жителей при непосредственном вмешательстве Андрея Клычкова, врио губернатора Орловской области, колючая проволока была сразу демонтирована, «Мираторг» принёс извинения за сложившуюся ситуацию.
20 марта 2019 компания «Мираторг» в составе Национальной мясной ассоциации предложила вице-премьеру Алексею Гордееву ввести запрет на ввоз частными лицами из-за рубежа мясной и молочной продукции для личного пользования, усилить контроль за багажом и ручной кладью на границе и повысить ответственность за незаконный ввоз продукции животного происхождения. Критику запрета президент компании Виктор Линник прокомментировал следующим образом: «Общественности нужно думать о развитии собственной страны, а не о хамоне и пармезане, чем мы и занимаемся постоянно. Из ничего истерику закатили, балаболы». Это спровоцировало заявления об отказе от использования продукции «Мираторга» некоторыми юридическими и физическими лицами, а также бойкоту в социальных сетях.
В ноябре 2019 года ООО «Мираторг-Курск» была оштрафована на 810 тысяч рублей за порчу плодородного слоя почвы при строительстве свинокомплексов в Фатежском и Поныровском районах Курской области.
В 2022 году Федеральная антимонопольная служба начала антикартельную проверку холдинга «Мираторг», в ходе который должны быть проверены цепочки поставки мяса и ценообразование продукции.
В 2023 году группа «Мираторг» стала фигурантом дела по признакам нарушения Закона о рекламе, так как в торговом зале магазина компании демонстрировали рекламу системы нагревания табака «glohyper+».
4 июля 2024 года во время проведения журналистского расследования в деревне Рухань Смоленской области на журналистку Readovka Ольгу Мелькову напали. Местные жители пожаловались на то, что агрохолдинг «Мираторг» произвел самовольный захват дороги, соединяющей две деревни. Ольга выехала на место — по прибытии оказалось, что никто из присутствующих сторон спора, включая администрацию района, не в состоянии внятно прокомментировать, на каком основании «Мираторг» не только перекрыл доступ к дороге, но и успел к приезду Ольги ее полностью уничтожить, перепахав поле, на котором она находилась. Для выяснения обстоятельств произошедшего Ольга направилась на ферму, находящуюся в нескольких километрах от дороги, где на нее напали должностные лица компании, ударили ее по лицу, повалили на забор, отобрали камеру и сломали ее, предварительно вынув карту памяти с отснятым материалом и отказываясь возвращать ее.

### Рейтинговые оценки
- В 2020 году рейтинговое агентство «Эксперт РА» присвоило ООО АПХ «Мираторг» рейтинговую оценку ruA- со стабильным прогнозом, рейтинг ежегодно подтверждается (2021-2024) ([51].
- Рейтинговое агентство АКРА в 2025 году присвоило ООО АПХ «Мираторг» рейтинговую оценку AA(RU) со стабильным прогнозом[52].

### Государственная поддержка
«Мираторг» является крупнейшим в АПК России получателем государственной помощи как в виде субсидий, так и в виде льготных кредитов, что неоднократно критиковалось другими участниками рынка и экспертами.